# Ainārs Šlesers

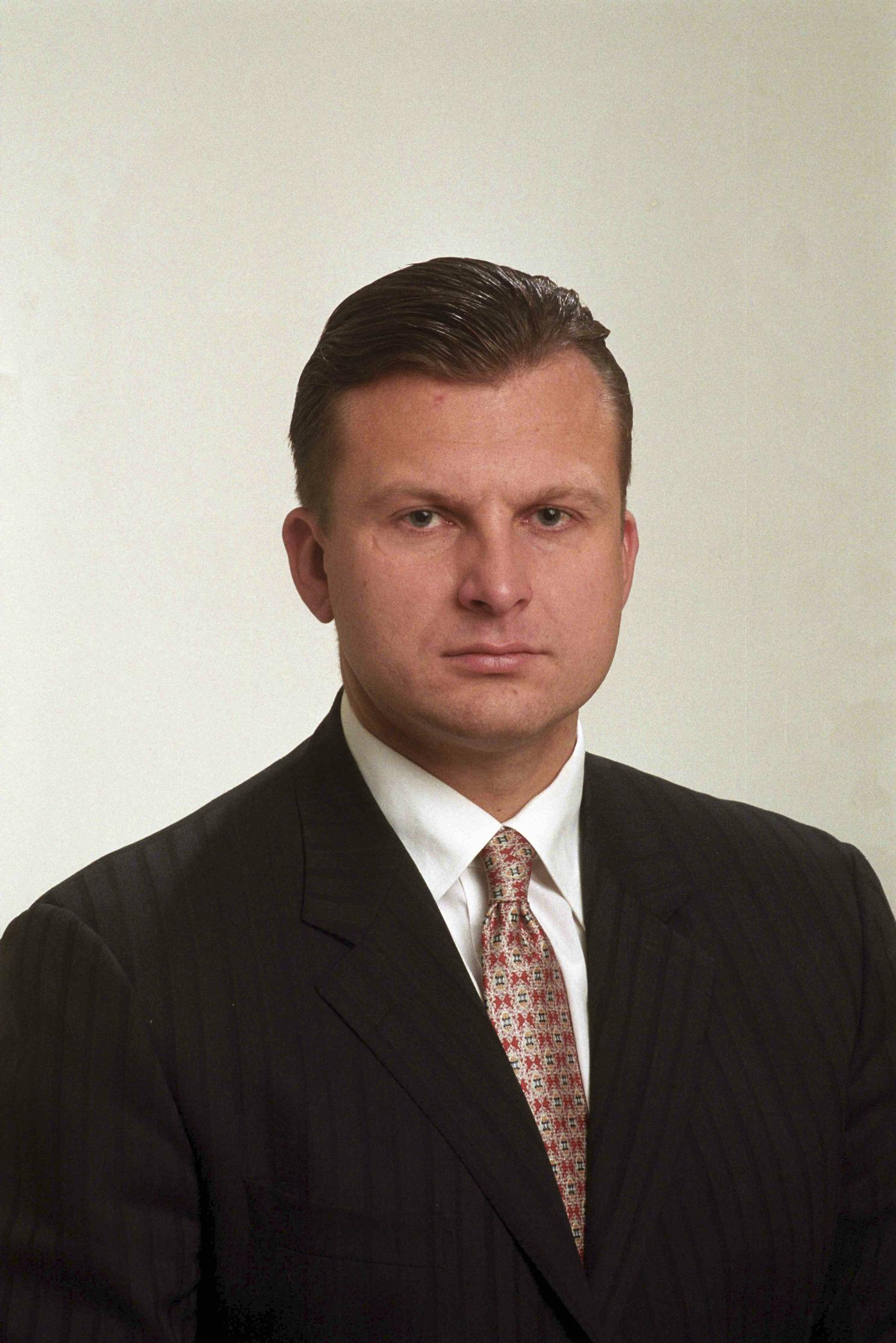
Ainārs Šlesers

Ainārs Šlesers (* 22. Januar 1970 als Ainārs Leščinskis in Riga) ist ein lettischer Unternehmer und Politiker. Seit 2021 ist er Vorsitzender der Partei Latvija pirmajā vietā (Lettland an erster Stelle). Zuvor war er von 1998 bis 2011 Abgeordneter in der Saeima, von 2002 bis 2011 Vorsitzender der Latvijas Pirmā partija (LPP) bzw. LPP/LC, 1998 und 1999 Wirtschaftsminister sowie zwischen 2004 und 2009 zweimal Verkehrsminister Lettlands.

## Leben
Ainārs Šlesers wuchs im Rigaer Stadtteil Ķengarags auf und hat einen mittleren Schulabschluss. Von 1992 bis 1994 lebte er in Norwegen und knüpfte Kontakte zur dortigen Ölindustrie. Damit begann er nach seiner Rückkehr nach Lettland eine erfolgreiche Karriere als Unternehmer. Er vermittelte den Einstieg mehrerer skandinavischer Handelsketten in den lettischen Markt. Bereits 1997 wurde er in der Liste der lettischen Millionäre geführt.
Von 1999 bis 2002 studierte Šlesers an der Lettischen Christlichen Akademie, erreichte jedoch keinen Abschluss.
1998 wurde Šlesers für die Jaunā partija in die 7. Saeima, das Parlament der Lettischen Republik gewählt. Von November 1998 bis zum April 1999 war er Wirtschaftsminister im Kabinett von Vilis Krištopans.
Im Jahr 2002 war Šlesers Mitbegründer der Latvijas Pirmā Partija (LPP, Erste Partei Lettlands), die in der Wahl zur 8. Saeima im Oktober 2002 10 der 100 Parlamentssitze errang und mit anderen Parteien eine Regierungskoalition unter Einars Repše von der Jaunais laiks (Neuen Ära) einging. Šlesers war von November 2002 bis Januar 2004 und von März 2004 bis Dezember 2004 stellvertretender Ministerpräsident und von März 2004 bis zum März 2006 Verkehrsminister. Zwischen November 2006 und März 2009 fungierte er erneut als Verkehrsminister seines Landes. Damit lag die Vergabe von Bauaufträgen im Wert von mehreren hundert Millionen Lats, unter anderem zum Ausbau des Flughafens Riga und der Via Baltica, in seinen Händen.
Im Mai 2011 beantragte der lettische Präsident Valdis Zatlers beim Verfassungsgericht die Auflösung des Parlaments, nachdem dieses sich geweigert hatte, die Immunität von Šlesers aufzuheben, gegen den wegen Korruption ermittelt werden soll. Die lettische Antikorruptionsbehörde hatte zuvor wegen zwielichtiger Machenschaften eine Untersuchung gegen Šlesers, der als einer der reichsten Männer des Landes gilt, angestrengt.
Aufgrund der schlechten Wahlergebnissen bei den Parlamentswahlen 2011 löste Šlesers seine Partei am 1. Dezember desselben Jahres auf. Im Jahr 2013 kehrte er mit der Klein-Partei Vienoti Latvijai (Vereint für Lettland) in die Politik zurück. Diese verpasste bei der Parlamentswahl 2014 mit 1,2 Prozent der Stimmen den Einzug in die Saeima.
Während der COVID-19-Pandemie tat sich Šlesers als Impfgegner hervor und verbreitete Desinformation. Dem Zentrum für investigativen Journalismus Re:Baltica zufolge steht Šlesers im Zentrum eines Desinformations-Netzwerks, das die Gefahren der Pandemie leugnet, Impfungen ablehnt und gegen Schutzmaßnahmen protestiert. Im August 2021 gründete Šlesers eine neue Partei namens Latvija pirmajā vietā (Lettland an erster Stelle). Mit dieser gelang ihm bei der Parlamentswahlen 2022 der Wiedereinzug ins Parlament.

## Familie
Ainārs Šlesers ist mit Inese Šlesere, der Miss Lettland von 1991, verheiratet, deren Nachnamen er 1992 annahm. Das Ehepaar hat vier Kinder.